# Sebastian Fitzek
Pour les articles homonymes, voir Fitzek.
Sebastian Fitzek, né le 13 octobre 1971 à Berlin, est un écrivain et journaliste allemand. Il est considéré comme le maître du roman à suspens allemand, auteur des meilleures ventes en librairie allemande.

## Biographie[1]
Fils de Christa et Freimut, Sebastian Fitzek est né à Berlin le 13 octobre 1971 où il vit toujours.
En 1990 obtient son diplôme d'étude secondaire, il poursuit alors ses études en se spécialisant dans la Médecine vétérinaire. À la suite du décès de sa chienne Molly et parce qu'il ne put « avoir permis à mes deux mains gauches de soigner un animal », il décide de s'orienter vers des études de Droit. À l'aise, il obtient le premier Examen d'État de droit. Il anime des conférences de droit pénal lorsqu'on lui propose un stage d'accompagnement d'étude à la station 104.6 RTL. Dans son ascension dans les médias allemand il devient rédacteur en chef de Berliner Rundfunk. Il abandonne le deuxième Examen d'État de droit pour rédiger une thèse en droit d'auteur en 1996.
Au début des années 2000 : "J'ai accompagné ma petite amie de l'époque, en attendant le temps minimum orthopédiste moyennant de huit heures [...]. Et quelque temps, peu après minuit, je me suis posé la question: "Et si ma petite amie ne sortait jamais de la salle de traitement ?". C'est ainsi que lui vint l'idée de son premier roman Thérapie. Le manuscrit est rejeté par tous les éditeurs. Mais en 2002 il rencontre Roman Hocke, un agent littéraire de AVA-International. Il négocie un contrat d'édition avec Droemer-Knaur et Thérapie est publié en 2006 à 4 000 exemplaires. Le succès est immédiat, il s'inscrit dès lors comme le maître du roman à suspens allemand.
Son troisième roman Das Kind (Tu ne te souviendras) est adapté au cinéma anglo-saxon en 2012 par Zsolt Bács. La même année, son quatrième roman Der Seelenbrecher est adapté au théâtre anglophone sous le titre The Sool-Breaker.
En 2010, il épouse sa femme Sandra à Las Vegas dans le Grand Canyon. Ensemble ils ont trois enfants : Charlotte, David et Felix.